# Élections sénatoriales de 1948 en Guadeloupe
Les élections sénatoriales en Guadeloupe ont eu lieu le dimanche 7 novembre 1948. 
Elles ont eu pour but d'élire les deux sénateurs représentant le département au Conseil de la République, pour un mandat de deux années.

## Contexte départemental
Les grands électeurs qui votent pour ces élections reflètent les résultats des élections municipales de 1947. 
Elles sont donc liées à la rupture du Tripartisme qui entraîne l'isolement du PCF. À droite la percée électorale du parti gaulliste RPF est remarquable, il bénéfie du ralliement de nombreux élus du MRP et de la droite classique, mais également et particulièrement dans les DOM-TOM de radicaux et socialistes modérés.
La sénatrice sortante Eugénie Éboué-Tell, élue en 1946 sous l'étiquette socialiste SFIO, a en effet rejoint le RPF, tout comme le maire de Sainte-Anne, Maurice Satineau, membre du Parti radical.

## Présentation des candidats et des suppléants
Les nouveaux représentants sont élus pour un mandat de 4 ans au suffrage universel indirect par les 603 grands électeurs, dont les 33 conseillers généraux, élus au Conseil général, les 4 parlementaires et 566 délégués des conseils municipaux. 
| Candidats | Candidats       | Parti | Principale fonction |
| --------- | --------------- | ----- | --- |
|           | Clovis Renaison | SFIO  | Secrétaire de la section de la Ligue des droits de l'homme. Inspecteur des contributions, Syndicaliste. Sénateur sortant. |
|           | Émile Dessout   | SFIO  | Conseiller général de Pointe-à-Pitre-4. Inspecteur des contributions.                                                     |

| Candidats | Candidats          | Parti | Principale fonction                                                                                    |
| --------- | ------------------ | ----- | --- |
|           | Eugénie Éboué-Tell | RPF   | Ancienne députée (1945-1946). Conseillère municipale de Grand-Bourg. Institutrice. Sénatrice sortante. |
|           | Maurice Satineau   | RPF   | Maire et conseiller général de Sainte-Anne. Escroc, journaliste.                                       |

| Candidats | Candidats       | Parti | Principale fonction                                                    |
| --------- | --------------- | ----- | ---------------------------------------------------------------------- |
|           | Amédée Fengarol | PCF   | Conseiller municipal de Pointe-à-Pitre. Instituteur, syndicaliste SNI. |
|           | Paul Lacavé     | PCF   | Maire et conseiller général de Capesterre-Belle-Eau. Pharmacien.       |

## Résultats
| Candidat et parti politique | Candidat et parti politique | Candidat et parti politique | Premier tour | Premier tour | Ballotage | Ballotage |
| Candidat et parti politique | Candidat et parti politique | Candidat et parti politique | Voix         | %            | Voix      | %         |
| --------------------------- | --------------------------- | --------------------------- | ------------ | ------------ | --------- | --------- |
|                             | Eugénie Éboué-Tell*         | RPF                         | 250          | 45,37        | 231       | 39,62     |
|                             | Maurice Satineau            | RPF                         | 240          | 43,56        | 256       | 43,91     |
|                             | Clovis Renaison*            | SFIO                        | 200          | 36,30        | 177       | 30,36     |
|                             | Émile Dessout               | SFIO                        | 160          | 29,04        | 167       | 28,65     |
|                             | Amédée Fengarol             | PCF                         | 141          | 25,59        | 144       | 24,70     |
|                             | Paul Lacavé                 | PCF                         | 140          | 25,41        | 143       | 24,53     |
|                             | Lénis Blanche               |                             | 10           | 1,82         | 31        | 5,32      |
|                             | Jean-Louis Jeune            |                             | 0            | 0,00         | 0         | 0,00      |
|                             |                             |                             |              |              |           |           |
| Inscrits                    | Inscrits                    | Inscrits                    | 603          | 100,00       | 603       | 100,00    |
| Votants                     | Votants                     | Votants                     | 589          | 97,68        | 601       | 99,67     |
| Exprimés                    | Exprimés                    | Exprimés                    | 551          | 93,55        | 583       | 97,01     |